# Villa del Prado
Villa del Prado est une commune de la communauté de Madrid, en Espagne.